# Диамандис, Питер
Питер Диамандис (англ. Peter H. Diamandis, род. 20 мая 1961, Нью-Йорк, США) — американский инженер авиации, предприниматель, учредитель и глава Фонда X-Prize, соучредитель Международного космического университета (International Space University, ISU), сооснователь авиакомпании Zero Gravity, первого в мире предприятия по космическому туризму Space Adventures, компании по разработке технологий промышленного освоения астероидов Planetary Resources, медицинской компании Human Longevity, Inc. а также учредитель и организатор множества других проектов, связанных с развитием космоса, медицины и передовых технологий.

## Биография
Родители проживали в Митилене (Греция), затем эмигрировали в США.
Питер родился 20 мая 1961 в Бронксе (Нью-Йорк, США).
Изучал молекулярную генетику в Массачусетском технологическом институте. В этот период (1980) он основал общество «Студенты за освоение космоса и развитие космонавтики» (SEDS), которое с тех пор стало крупнейшей мировой студенческой организацией в области космоса.
Окончил Массачусетский технологический институт (MIT), где получил степень магистра аэрокосмической техники, и Медицинскую школу Гарварда (HMS), где получил степень в области медицины.
В 2012 году вместе с Стивеном Котлером он написал книгу «Изобилие: будущее лучше, чем вы думаете», где рассматривается потенциал экспоненциального развития технологий, существующие и потенциальные изобретения и технологии, которые смогут значительно повысить уровень жизни в течение следующих 25 лет. Книга попала в список бестселлеров The New York Times, где продержалась 9 недель.

## Предпринимательская деятельность

### Zero Gravity Corporation
Основал авиакомпанию Zero Gravity Corporation (или ZERO-G), которая проводит для клиентов полёты с эффектом невесомости, совместно с астронавтом Байроном Лихтенбергом, и инженером NASA Рей Кронайз. Полеты проводятся с 2004 года. Многие известные люди совершили полеты в невесомости на борту самолета компании. В их числе: Баз Олдрин, Джон Кармак, Тони Хоук, Стивен Хокинг.

### Human Longevity Inc.
Совместно с пионером расшифровки ДНК человека Крейгом Вентером, в 2013 году основал компанию Human Longevity Inc. c целью собрать наиболее подробную в мире базу генотипов и фенотипов человека и с применением машинного обучения ИИ найти и разработать новые способы борьбы со старением.
Компания получила 80 млн долларов инвестиций в 2014 году и 220 млн в 2016 году. и заключила долгосрочные договоры о сотрудничестве в исследованиях с фармацевтическими компаниями Celgene и AstraZeneca.
Компания предлагает частным лицам услугу под названием «Ядро здоровья», включающую в себя список медицинских тестов. Два ключевых теста — это полное секвенирование ДНК пациента и МРТ. Другие тесты также включают раннюю диагностику рака, на стадиях когда он является излечимым. Остальные тесты включают раннюю диагностику сердечно-сосудистых и других заболеваний, а также тестирование микробиома.
Это комплексное тестирование позволяет клиентам определить болезни и риски для здоровья намного раньше, чем это возможно другими методами. Раннее лечение и изменение образы жизни согласно полученной информации позволяют клиентам увеличить продолжительность жизни.

## Премия Хайнлайна
«31 августа 2003 г. международным Фондом премии Роберта А. И Виржинии Хайнлайн было объявлено об учреждении международной Премии Хайнлайна присуждаемой частному лицу или группе частных лиц за практические достижения в области коммерциализации космической деятельности. И Роберт Хайнлайн, и его жена Виржиния всячески приветствовали продвижение человечества в космос, благодаря коммерческим начинаниям. Целью установления Премии Хайнлайн является поощрение и вознаграждение за коммерческую деятельность в области освоения космоса, которая приближает мечты Хайнлайнов о будущем человечества в космосе. Размер Премии Хайнлайн составит 500 тыс. долларов.» 
25 мая 2006 г. Питер Диамандис стал первым обладателем Премии Хайнлайна (рус.,pdf)
«Питер Диамандис — первопроходец и лидер в области коммерческой космонавтики. На протяжении прошедших 25 лет он организовал более десяти коммерческих и некоммерческих космических предприятий. Он широко известен как основатель и президент фонда X Prize, который учредил премию Ansari X Prize, вручение которой ознаменовало первый в истории полностью частный космический полет человека.
Оргкомитет конкурса „Полет в Будущее“ присоединяется к заслуженным поздравлениям нашему другу и коллеге Питеру!»
При присуждении Премии отмечены следующие успехи, достижения и вклад в освоение космического пространства:
- 1980 — Основал общество «Студенты за освоение космоса и развитие космонавтики» (Students for the Exploration and Development of Space, SEDS ). SEDS в настоящее время является крупнейшей мировой студенческой организацией в области космоса.
- 1985 — Выступил в качестве соучредителя Space Generation Foundation. Некоммерческая организация, созданная для поддержания чувства общности у всех, рожденных с начала космической эры 4 октября 1957 г. Этот фонд поддерживает многие образовательные и исследовательские проекты.
- 1987 — Выступил в качестве основателя и исполнительного директора Международного космического университета, МКУ (International Space University, ISU ). МКУ представляет собой ведущее в мире образовательное учреждение с многонациональной и междисциплинарной программой в области космоса.
- 1989 — Основал и стал генеральным директором International MicroSpace, Inc. (IMI). IMI — это частная компания в области космических технологий, нацеленная на предоставление низкозатратных пусковых услуг (Программа создания РН ORBEXT).
- 1991 — Основал и стал директором Constellation Communications, Inc. (CCI). CCI — одна из пяти компаний, подавших заявку на разработку низкоорбитальных спутниковых систем для голосовой телефонии.
- 1993 — Президент и генеральный директор Zero Gravity Corporation. Это единственная коммерческая космическая компания в мире, которая предлагает сертифицированный американской Федеральной авиационной администрацией (FAA) полеты с имитацией невесомости на самолете Boeing 727—200. С тех пор, как три года назад были начаты эти полеты, в невесомости побывало более 200 человек.
- 1995 — Основал и выступал президентом Angel Technologies Corporation. Angel Technologies Corporation — это коммерческая телекоммуникационная компания, которая разрабатывает беспроводные широкополосные сети.
- 1996 — Основал и в настоящий момент является президентом и генеральным директором Фонда X Prize. — В дополнение к увенчавшемуся успехов соревнованию за приз Ansari X Prize, Питер Диамандис возглавляет усилия Фонда по учреждению призов в ряде других областей, включая генетику, водопользование, образование и автомобилестроение.
- 1997 — Выступил в качестве соучредителя компании Space Adventures Ltd. Space Adventures — это ведущее мировое турагентство в области космического туризма. Наиболее известное из его достижений — организация полета первого в истории космического туриста Дениса Тито на Международную космическую станцию в 2001 г.
- 2004 — Выступил в качестве соучредителя и в настоящее время является президентом Лиги ракетных гонок (Rocket Racing League). Объединяя азарт автогонок <Формулы-1> и вызов ракетостроения, эта лига планирует начать в следующем году гонки ракетных самолетов по сложным трехмерным трассам в небе.

## Книги
В 2012 году в соавторстве со Стивеном Котлером, Диамандис выпустил книгу «Изобилие: будущее лучше, чем вы думаете» (Abundance: The Future Is Better Than You Think), в которой анализируется потенциал для экспоненциальной (кратно растущей) технологии и три другие силы для развивающихся рынков, способные существенно поднять глобальный уровень жизни в течение следующих 25 лет.
Изобилие реально случилось: книга вышла на второе место в рейтинге «Нью-Йорк Таймс» и оставалась в списке в течение девяти недель. Она стала № 1 среди бестселлеров нон-фикшн «Амазона» и «Barnes and Noble».
На своей традиционной «Глобальной» инициативе в 2014 году экс-президент США Билл Клинтон рекомендовал «Изобилие» читателям как противоядие от негативных новостей.
В 2015 году, снова вместе с Стивеном Котлером, Диамандис сочинил еще один бестселлер «Нью-Йорк Таймс»: «Смелость. Как добиться успеха, нажить состояние и изменить мир» (Bold: How to Go Big, Create Wealth, and Impact the World). Это документальная книга, которая содержит анализ и инструментарий для предпринимателей, заинтересованных в изучении экспотенциальной технологии, полета мысли и краудсорсинга.
Книги Диамандиса в свой обязательный список включил российский мастер инфобизнеса Андрей Парабеллум.